# Matthes Nowka
Matthes Nowka (niedersorbisch Mato Nowka, * 8. November 1812 in Kahsel bei Spremberg, Niederlausitz; † 25. Mai 1864 in Luckau) war ein niedersorbischer Pfarrer und Gründer der ersten niedersorbischen Zeitung Bramborski Serbski Casnik.

## Leben
Mato Nowka war der Sohn eines niedersorbischen Kossäten (Häuslers). Nach dem Besuch des Gymnasiums in Cottbus studierte er Evangelische Theologie in Berlin.
Seit 1846 war Matthes Nowka Pfarrer in Madlow. 1846 gründete er den Bramborski Serbski Casnik mit Unterstützung deutscher konservativer Großgrundbesitzer. Bis 1852 redigierte er die Zeitung, in diesem Jahre wurde er Pfarrer in Buckow bei Spremberg. 1861 gab er das Amt auf. Nach dem Fortgang aus Madlow war er häufig in finanzieller Not und verschuldete sich. Als er zwei Bekannte zu Falschaussagen zu seinen Gunsten überreden wollte, wurde er dafür zu vier Jahren Haft verurteilt. Matthes Nowka starb am 25. Mai 1864 im Gefängnis in Luckau.